# Käfig

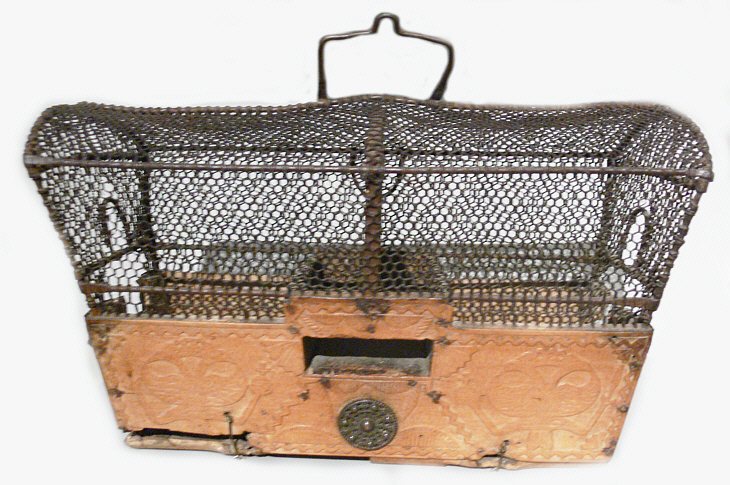
Vogelkäfig (18./19. Jahrhundert)

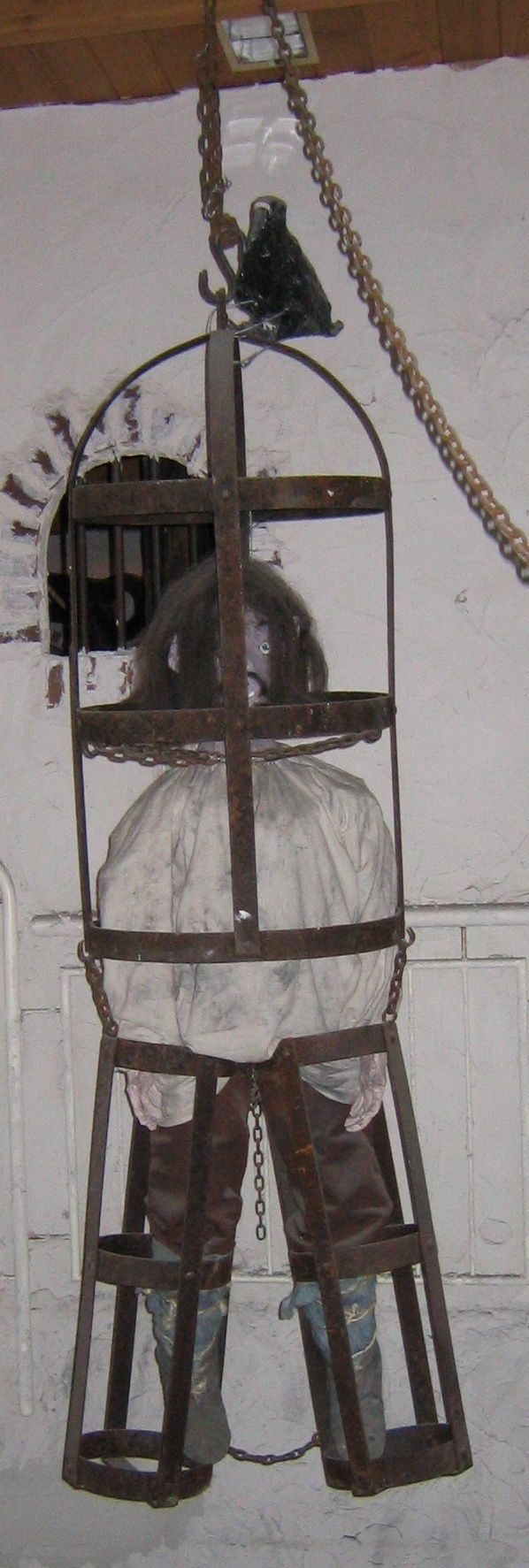
Eisenkäfig als Folterwerkzeug (hier: Florenz, ausgehendes 17. Jh.)

Ein Käfig (von lateinisch cavea) ist ein allseitig geschlossenes Behältnis, dessen Seiten mehr oder weniger perforiert sind. Er kann transportabel oder auch als Gebäude ausgeführt sein.
Im Gegensatz zum Käfig ist ein Korb nicht allseitig geschlossen. Die Seiten eines Käfigs sind meist nicht nur gerade Flächen, sondern können auch so stark gewölbt sein, dass dieser die Form einer Kugel hat, da oft flexibles Flechtwerk aus unterschiedlichsten Materialien verwendet wird. Bei einem sehr flexiblen Flechtwerk mit schon textilen Eigenschaften ist es kein Käfig mehr, sondern ein Netz.

## Tierhaltung
Ein Käfig zur Tierhaltung schließt das Tier nicht hermetisch ab, muss jedoch aus- und einbruchsicher sein. Er dient der Besitzwahrung, dem Schutz des Tieres vor Feinden und Krankheiten und dem Schutz der Umgebung vor dem Tier. Ob Käfighaltung problematisch oder sogar Tierquälerei ist, hängt von Größe, Besatz, der Vielfalt der Beschäftigungsmöglichkeiten und von der Zeit des Halters ab, die er dem Tier widmet. Ein Transportkäfig ist hingegen nur wenig größer als das Tier.
Tierkäfige bestehen oft aus Metall (Draht, Gitterstäbe), Holz, Bambus, Weidenruten oder Plastik. Der Boden ist aus Erde, Holz, Beton oder Kunststoff, wobei meist Einstreu darüber liegt. Hühner in Käfighaltung sind auf geneigten Gitterrosten untergebracht, damit die Exkremente hindurchfallen und die Eier wegrollen.
Andere Bezeichnungen:
- Große Vogelkäfige heißen Volieren, kleine auch Vogelbauer.
- Ein oben offenes Behältnis (z. B. eine „Box“ in einem Stall) ist bei Tieren möglich, die nicht oder nicht hoch springen.
- Außenanlagen zum Gefangenhalten von Tieren werden zumeist als Gehege, Koben oder Ausläufe bezeichnet.

## Mechanische Bauteile
Ein Bauteil von Wälzlagern wird auch als Käfig (Kugelkäfig, Rollenkäfig etc.) – genauer Wälzkörperkäfig bezeichnet. Er kann aus Blech bestehen oder massiv sein (aus dem Vollen gefräst, spritzgegossen). Als Materialien werden Stahl, Messing, Kunststoff oder Hartgewebe verwendet. Aufgabe des Käfigs ist es, die Wälzkörper gleichmäßig auf dem Umfang zu verteilen und ein gegenseitiges Berühren zu verhindern. Wälzlager ohne Käfig nennt man vollrollige Lager.

## Andere Käfige
- Der Faradaysche Käfig gleicht nur entfernt dem oben genannten Behältnis. Er ist aus Metall oder es wird damit lediglich ein Raum bezeichnet, der gegen elektrische Felder abgeschirmt ist. Das kann auch die Karosserie eines Autos sein. (→ Abschirmung).
- Schmiedeeiserne Glockenkäfige auf Kirchtürmen oder anderen Gebäuden dienen in der Provence und angrenzenden Regionen Südfrankreichs und Kataloniens zur Aufnahme einer oder mehrerer Glocken.
- Oft werden auch der Überrollbügel eines (Renn-)Autos und die damit verbundenen Metallstreben als „Käfig“ bezeichnet. Hierzu muss neben einem Bügel in Höhe der B-Säule auch ein solcher bei der A-Säule und eine Verstrebung zum Rückraum vorhanden sein. Ein Flankenschutz wird empfohlen, für ein Zertifikat auch gefordert.
- Auch die sog. „Todeskugel“ für Motorräder in einem Zirkus ist ein Käfig.

## Redensart
Die Redensart „in einem goldenen Käfig sitzen“ soll besagen, dass sich jemand trotz großen Reichtums  in Unfreiheit befindet.